# 노도 (악기)
노도(路鼗)는 한국의 전통 악기로, 두 개의 북을 엇갈리게 매달아 놓은 악기로 흔들어서 소리를 낸다. 호른보스텔-작스 분류로 막울림악기 중 흔들북(Pellet drum)에 들어간다. 
이 악기는 음악이 시작되기 전에 목사자에서 뽑아 땅에 비스듬히 세우고 장대 자체를 왼쪽 오른쪽으로 돌린다. 이 때 북통에 달린 가죽끈이 북면을 때리면서 소리가 난다. 축과 북이 세 번 반복 연주된 후에 치는 것은 진고나 절고나 같다.
노도나 노고는 문묘제례악 때만 아니라 다른 인신(人神)의 제사인 선농(농사의 시조), 선잠(누에 기르기의 시조) 등에서도 사용되는 것이나 조선 왕조가 이후 다른 제사는 다 없어지고, 오직 문묘(공자묘)의 제례만이 남아 지금도 사용되고 있다. 이 두 악기도 조선 왕조에 들어와서 사용되기 시작한 것으로 본다.